# Fallenstopper

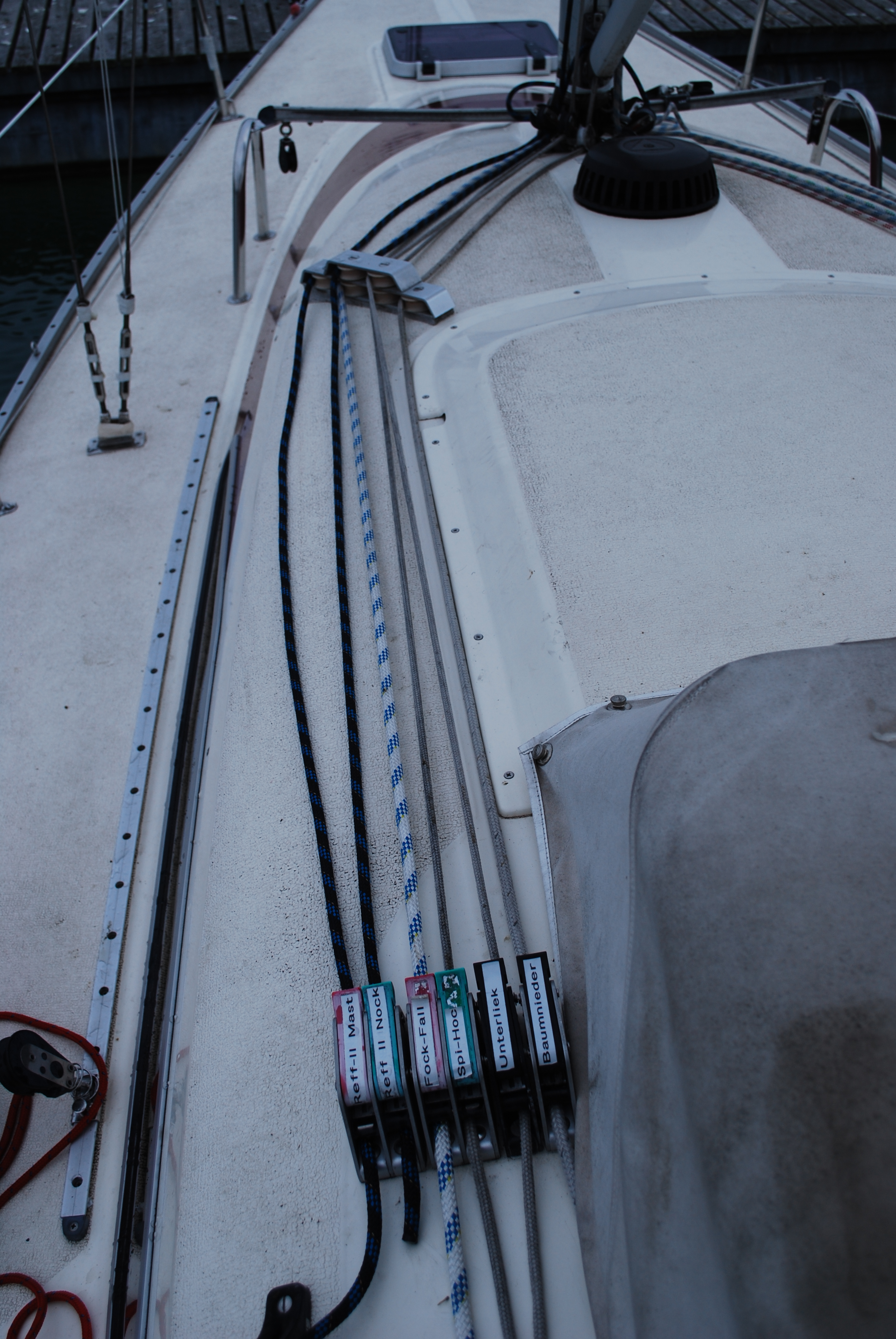
Auf mehrere Fallenstopper umgelenkte Taue auf dem Kajütdach einer kleinen Segelyacht. Die zugehörige Arbeitswinsch ist unterhalb des Bildes angebracht.

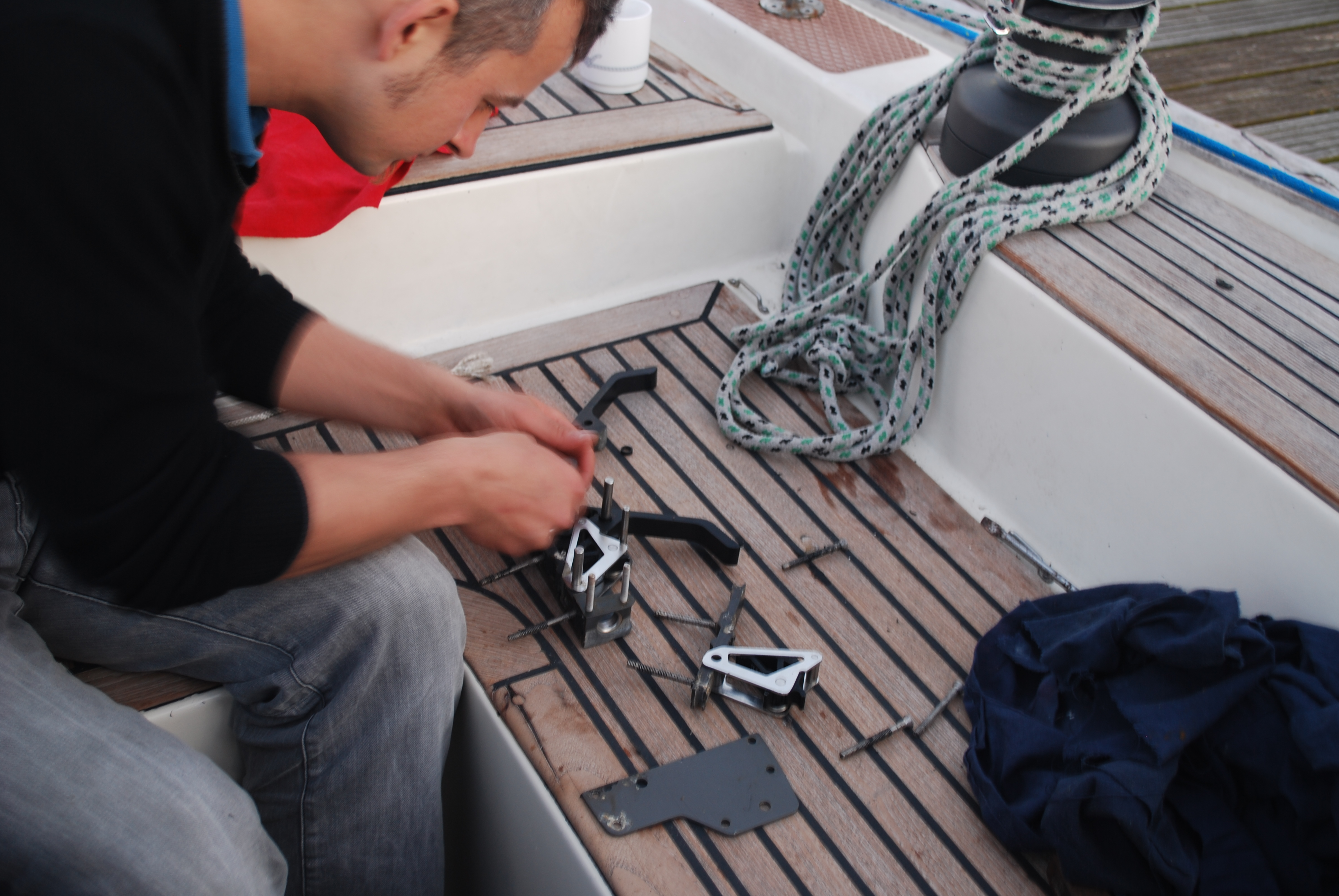
Ein Fallenstopper für zwei Taue während einer Zerlegung

Ein Fallenstopper ist ein Beschlag, der auf Segelbooten eingesetzt wird, um Fallen und Streckertaue unter Zug festzusetzen. 
Bei den meisten modernen Segelyachten werden alle Fallen sowie Taue zum Bedienen der Segel – Großfall, Spinnaker- und Vorsegelfall, Reffleinen, Unterliekstrecker, Baumniederholen, und weitere – zur bequemen Bedienung ins Cockpit umgeleitet. Dort enden sie typischerweise links und rechts des Niedergangs, wo jeweils eine Arbeitswinsch bereitsteht. Wenn die Leine nicht auf der Winsch liegt muss sie festgemacht werden können. Historisch wurden dafür Klampen verwendet, auf denen die Leine belegt wurden. Heute verwendet man dafür Fallenstopper, auf kleinen Booten teilweise noch Curryklemmen. 
Der Fallenstopper besteht aus einem Durchzug für das Tau und einem Hebel, der eine gezahnte Kralle gegen ein Gegenstück auf der unteren Seite drückt und damit das Tau festklemmt. Modelle mit Marken wie „Easylock“ oder „Spinlock“ erlauben ein Durchziehen des Seils ohne Öffnen des Hebels. Lediglich zum Lösen des Seils muss der Stopper geöffnet werden. Es gibt Modelle, bei denen zwei oder drei Stopper in einem Block vereint sind. Eine Segelyacht benötigt typischerweise je 5 oder 6 Stopper auf jeder Seite. Sie sind in verschiedenen Größen für verschieden dicke Taue und Arbeitslasten lieferbar. Fallenstopper werden mit langen Schrauben am Kajütdach festgeschraubt. 
Das Tau wird beim Aufriggen durch den Fallenstopper gezogen und dahinter gegen unerwünschtes Ausrauschen mit einem Achtknoten gesichert. Soll das Tau geholt (gezogen) werden, wird es entweder von Hand durchgezogen oder dahinter auf der Winsch belegt und damit geholt. Danach kann das Seil wieder von der Winsch genommen werden, damit sie für andere Aufgaben frei ist. Zum Lose geben des Taus muss der Hebel geöffnet werden. Leinen, auf denen viel Last ist, etwa das Großfall oder eine Reffleine, sollten mit der Winsch etwas angeholt werden, um den Fallenstopper zu entlasten, bevor er geöffnet wird, um Leine und Mechanik zu schonen. Wird der Fallenstopper unter Last geöffnet, benötigt das außerdem erhebliche Kraft und es besteht ein gewisses Risiko, dass man sich dabei die Finger einklemmt. 